# Birger Rosengren
Birger Rosengren (Norrköping, 29 ottobre 1917 – Norrköping, 15 ottobre 1977) è stato un calciatore svedese, di ruolo centrocampista.

## Carriera

### Nazionale
Con la Nazionale del proprio paese, ha vinto la medaglia d'oro ai Giochi olimpici 1948.

## Palmarès
- Oro olimpico: 1

Londra 1948